# Carrazeda de Ansiães

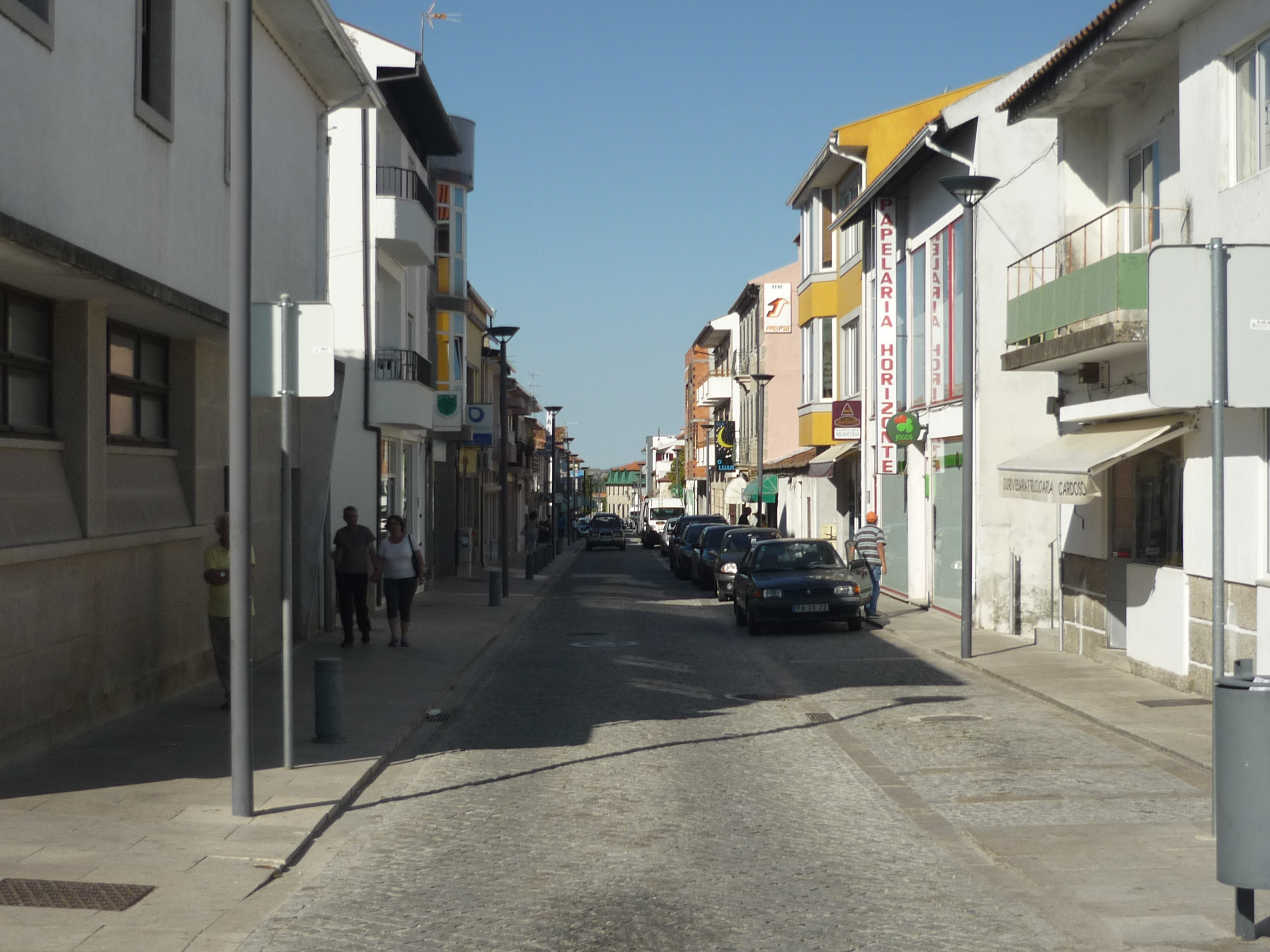
Rue de Carrazeda

Carrazeda de Ansiães est une municipalité (en portugais : concelho ou município) du Portugal, située dans le district de Bragance et la région Nord.

## Géographie
Carrazeda de Ansiães est limitrophe :
- au nord, de Murça et Mirandela,
- au nord-est, de Vila Flor,
- à l'est, de Torre de Moncorvo,
- au sud, de Vila Nova de Foz Côa,
- au sud-ouest, de São João da Pesqueira,
- à l'ouest, d'Alijó.

## Histoire
La première charte – foral, en portugais – de la municipalité a été octroyée en 1075. Le statut de ville a été confirmé le 6 avril 1734 dans une charte signée par le roi Jean V.

## Démographie
| 1801  | 1849  | 1900   | 1930   | 1960   | 1981   | 1991  | 2001  | 2004  |
| ----- | ----- | ------ | ------ | ------ | ------ | ----- | ----- | ----- |
| 6 330 | 7 706 | 13 605 | 13 559 | 14 340 | 11 420 | 9 235 | 7 642 | 7 220 |

| 2011  | - | - | - | - | - | - | - | - |
| ----- | - | - | - | - | - | - | - | - |
| 6 373 | - | - | - | - | - | - | - | - |

## Subdivisions
La municipalité de Carrazeda de Ansiães groupe 19 paroisses (freguesia, en portugais) :
- Amedo
- Beira Grande
- Belver
- Carrazeda de Ansiães
- Castanheiro
- Fonte Longa
- Lavandeira
- Linhares
- Marzagão
- Parambos
- Pereiros
- Pinhal do Norte
- Pombal
- Ribalonga
- Seixo de Ansiães
- Selores
- Vilarinho da Castanheira
- Zedes